# Olpodiplosis helianthi
Olpodiplosis helianthi är en tvåvingeart som först beskrevs av Brodie 1894.  Olpodiplosis helianthi ingår i släktet Olpodiplosis och familjen gallmyggor.
Artens utbredningsområde är Ontario. Inga underarter finns listade i Catalogue of Life.